# Twink (sexualidad)

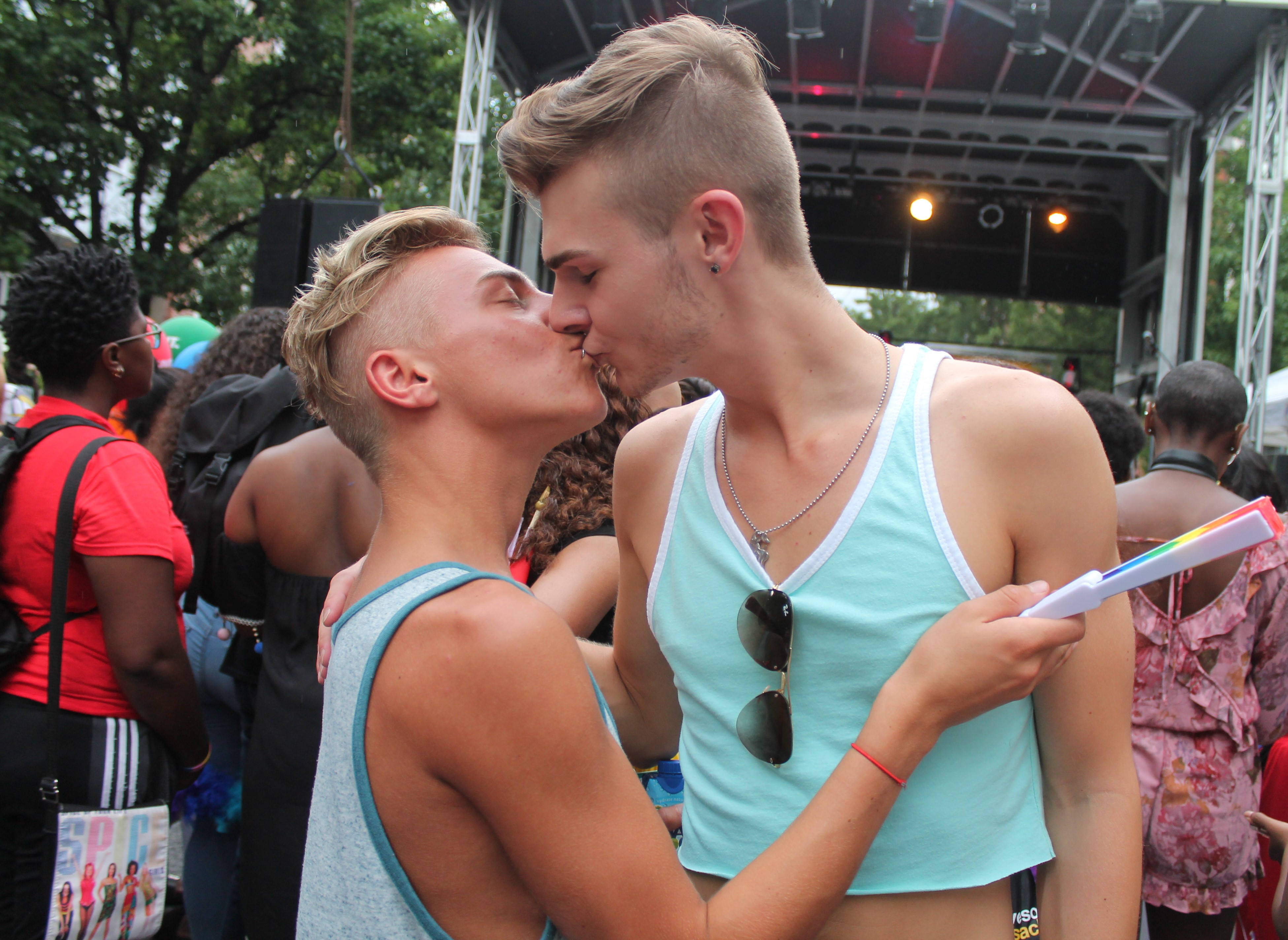
Una pareja de twinkies besándose en la 42.ª Fiesta del Orgullo Gay de Baltimore en junio de 2017

Twink es un término del argot gay inglés que describe a hombres homosexuales jóvenes que apenas han superado la mayoría de edad. Suelen ser personas con aspecto de adolescente o adulto joven, con cuerpo delgado, ectomorfo, usualmente lampiño y con poca cantidad de vello corporal, facial  o ninguna.
El término destaca también la feminidad de estos hombres, considerados así los que ejercen el rol pasivo en las relaciones sexuales. Actualmente es un término muy discutido, tanto en el ámbito académico como en las redes sociales. Por ello, se duda de las características que se le pueden atribuir y qué define exactamente la palabra, si un tipo de cuerpo asociado a una edad o un estereotipo sexual.   

## Historia y origen

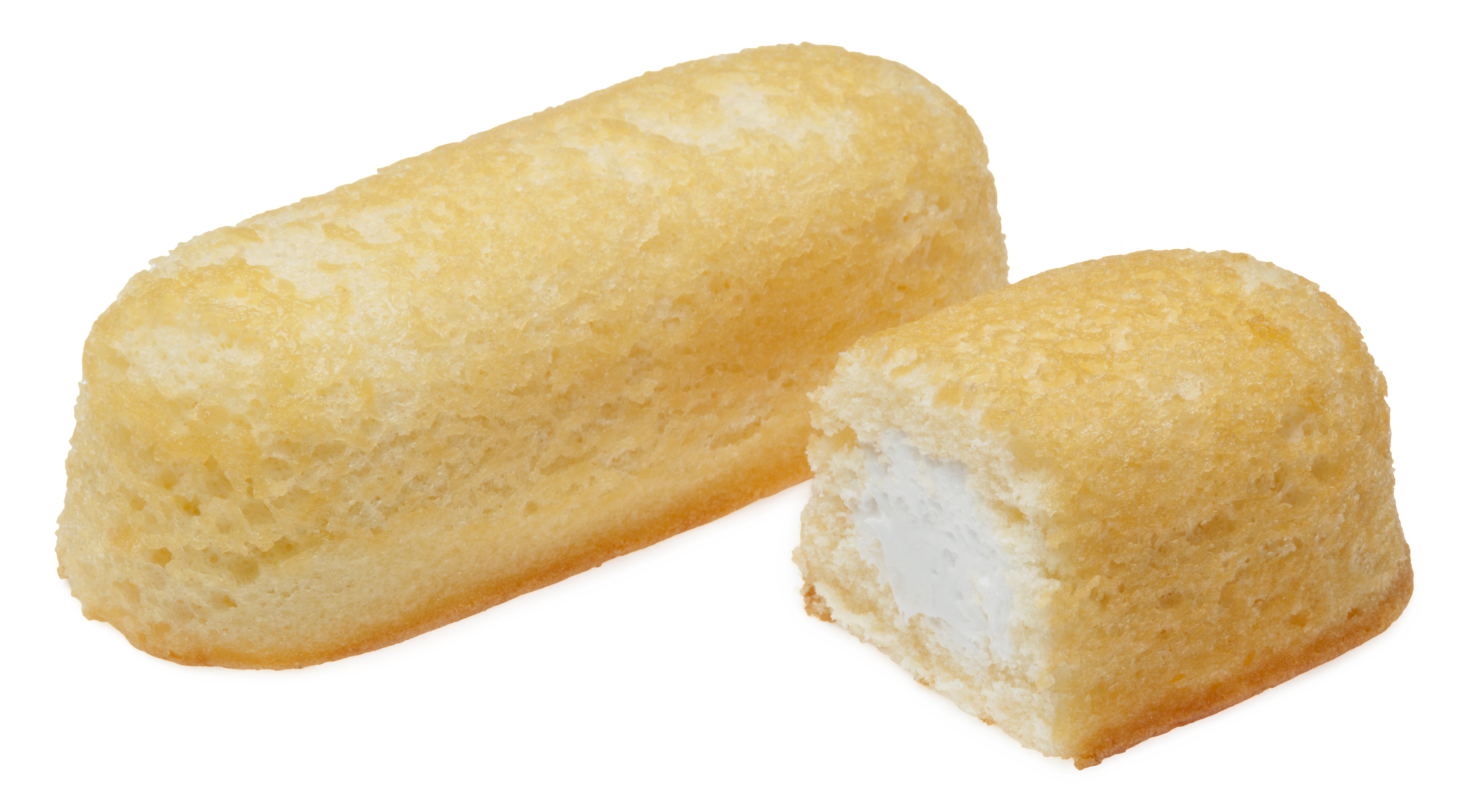
El término surge del nombre del producto de pastelería de Hostess, twinkie.

El término twink en inglés deriva del popular producto de pastelería twinkie. Esto haría referencia al tipo de cuerpo delgado, pequeño y suave, que puede ser rellenado con "crema". En España sería equivalente al llamado bollito o yogurín. Contrariamente a lo que se cree, no surge del retroacrónimo Teenage, White, Into No Kink, frase que podría traducirse como Adolescente Blanco sin Perversiones Sexuales. Este término se trata realmente de la evolución de otros empleados, desde finales del siglo XIX hasta 1950, como queens, fairies, pansies, poofs o swishes. Todos eran empleados para definir diferentes percepciones de los hombres homosexuales. 
El término twink resulta una evolución del ya empleado con anterioridad chicken, que venía a describir un hombre joven o adolescente atractivo, que hacía especial énfasis en la juventud y la inocencia. Hubo un tiempo en que ambos coexistieron, pero para los años noventa del siglo pasado, twink sustituye al término previo. 

## Uso

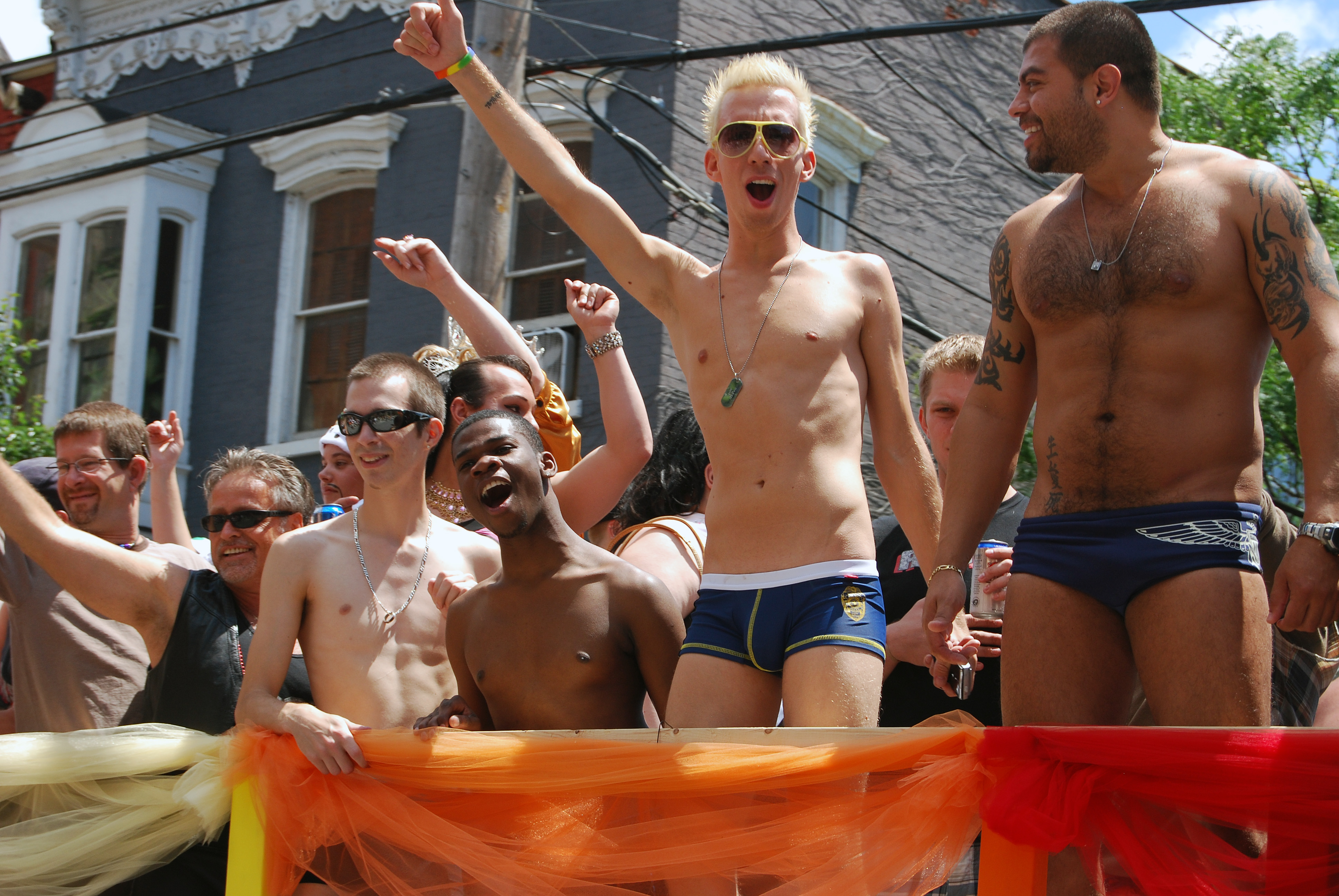
En la foto se ven al joven rubio (centro), conductor del programa Naked Boy News, J. Son Dinant, considerado un twink, y a la estrella porno Manuel Torres, en el grupo de gais en la Capital Gay Pride Parade, en Albany (Nueva York) en junio de 2009.

Resulta una especie de antónimo de oso o bear, un individuo masculino homosexual de complexión endomorfa que tiene gran cantidad de vello corporal. Este, a diferencia de los twink, es claramente masculino, personificando la idea de hombre hegemónico.
Brian O'Flynn en respuesta a una declaración del New York Times's en 2018 publica en i-D Magazine un artículo  en el que explica que los twink son percibidos como objetos de deseo sexual, término que tiene connotaciones sexuales y de género. Examinando, por tanto, la perpetración de ideales heteronormativos de la relación entre femenino y sumiso con masculino y dominante. Max Micallef, por otro lado, critica el razonamiento sexista y misógino debajo de estas concepciones de la feminidad de los twink con el rol pasivo.

Se utilizan diferentes términos para catalogar a un twink y su tipo, pudiendo ser identificados como:
- Beach twink ('twink de playa'): Son identificados por el color bronceado de su piel que compite con su cabello rubio, pueden tener físico desarrollado.
- New West twink ('twink del Nuevo Oeste'): Son identificados por su forma de vestir al estilo wéstern o vaquero.
- Street twink ('twink urbano'): Son identificados por su forma de vestir. Recurren a la moda urbana del hiphop y el grunge.
- All-American twink: Son twinks de gran condición física que se identifican con el cliché del quarterback popular y atractivo de la escuela preparatoria.
- Euro Twink ('twink europeo'): Twink relacionado con la elegancia y el tradicionalismo de la moda y estilo de vida en Europa.
- Muscle twink ('twink musculoso'): Twinks de gran desarrollo físico.